# Ogoulou (departement)
Ogoulou är ett departement i Gabon. Det ligger i provinsen Ngounié, i den centrala delen av landet, 300 km sydost om huvudstaden Libreville. Antalet invånare är 8 361.